# Heterudea
Heterudea is een geslacht van vlinders van de familie van de grasmotten (Crambidae), uit de onderfamilie van de Spilomelinae. De wetenschappelijke naam voor dit geslacht is voor het eerst gepubliceerd in 1905 door Paul Dognin. Dognin beschreef ook de eerste soort uit het geslacht, Heterudea illustralis uit Ecuador, die als typesoort is aangeduid.

## Soorten
- Heterudea grisealis Dognin, 1905
- Heterudea illustralis Dognin, 1905